# Halowe Mistrzostwa Świata w Lekkoatletyce 2025 – pięciobój kobiet
Pięciobój kobiet – jedna z konkurencji rozgrywanych podczas halowych lekkoatletycznych mistrzostw świata w Nanjing’s Cube w Nankinie.
Tytułu mistrzowskiego z 2024 nie broniła Noor Vidts.

## Terminarz
Źródło: worldathletics.org.
| Data     | Godzina |                                |
| -------- | ------- | ------------------------------ |
| 21 marca | 10:05   | Bieg na 60 metrów przez płotki |
| 21 marca | 10:45   | Skok wzwyż                     |
| 21 marca | 13:15   | Pchnięcie kulą                 |
| 21 marca | 18:42   | Skok w dal                     |
| 21 marca | 21:15   | Bieg na 800 metrów             |

## Rekordy
W poniższej tabeli przedstawiono (według stanu przed rozpoczęciem mistrzostw) rekord świata, rekord halowych mistrzostw świata, rekordy kontynentów oraz najlepszy wynik na listach światowych w 2025.
|                                   | Zawodniczka        | Wynik     | Miejsce     | Data                |
| --------------------------------- | ------------------ | --------- | ----------- | ------------------- |
| Rekord świata                     | Nafissatou Thiam   | 5055 pkt. | Stambuł     | 3 marca 2023(dts)   |
| Rekord halowych mistrzostw świata | Natalija Dobrynska | 5013 pkt. | Stambuł     | 9 marca 2012(dts)   |
| Rekord Afryki                     | Eunice Barber      | 4558 pkt. | Paryż       | 7 marca 1997(dts)   |
| Rekord Ameryki Południowej        | Vanessa Spínola    | 4292 pkt. | Tallinn     | 14 lutego 2016(dts) |
| Rekord Ameryki Północnej          | Anna Hall          | 5004 pkt. | Albuquerque | 16 lutego 2023(dts) |
| Rekord Australii i Oceanii        | Jane Jamieson      | 4490 pkt. | Maebashi    | 5 marca 1999(dts)   |
| Rekord Azji                       | Olga Rypakowa      | 4582 pkt. | Pattaya     | 10 lutego 2006(dts) |
| Rekord Europy                     | Nafissatou Thiam   | 5055 pkt. | Stambuł     | 3 marca 2023(dts)   |
| Listy światowe                    | Saga Vanninen      | 4922 pkt. | Apeldoorn   | 9 marca 2025(dts)   |

## Listy światowe
Poniższa tabela przedstawia 10 najlepszych wyników na świecie uzyskanych w sezonie 2025 przed rozpoczęciem mistrzostw.
Źródło: worldathletics.org.
| Poz. | Zawodniczka       | Reprezentacja     | Wynik     | Data                | Miejsce         |
| ---- | ----------------- | ----------------- | --------- | ------------------- | --------------- |
| 1.   | Saga Vanninen     | Finlandia         | 4922 pkt. | 9 marca(dts) br     | Apeldoorn       |
| 2.   | Sofie Dokter      | Holandia          | 4826 pkt. | 9 marca(dts) br     | Apeldoorn       |
| 3.   | Kate O’Connor     | Irlandia          | 4781 pkt. | 9 marca(dts) br     | Apeldoorn       |
| 4.   | Jade O’Dowda      | Wielka Brytania   | 4751 pkt. | 9 marca(dts) br     | Apeldoorn       |
| 5.   | Paulina Ligarska  | Polska            | 4615 pkt. | 22 lutego(dts) br   | Toruń           |
| 6.   | Jadin O’Brien     | Stany Zjednoczone | 4596 pkt. | 14 marca(dts) br    | Virginia Beach  |
| 7.   | Pippi Lotta Enok  | Estonia           | 4593 pkt. | 27 lutego(dts) br   | College Station |
| 8.   | Sofja Jakuszyna   | Rosja             | 4556 pkt. | 27 lutego(dts) br   | College Station |
| 9.   | Timara Chapman    | Stany Zjednoczone | 4555 pkt. | 22 lutego(dts) br   | Nowy Jork       |
| 10.  | Liisa-Maria Lusti | Estonia           | 4522 pkt. | 19 stycznia(dts) br | Tallinn         |

Pogrubioną czcionką oznaczono zawodniczki, które wzięły udział w mistrzostwach.

## Wyniki

### Bieg na 60 metrów przez płotki
Źródło: worldathletics.org.
| Pozycja | Bieg | Zawodniczka         | Reprezentacja     | Czas        | Punkty | Uwagi |
| ------- | ---- | ------------------- | ----------------- | ----------- | ------ | ----- |
| 1.      | 2    | Taliyah Brooks      | Stany Zjednoczone | 8,09        | 1109   |       |
| 2.      | 2    | Timara Chapman      | Stany Zjednoczone | 8,24        | 1075   |       |
| 3.      | 2    | Saga Vanninen       | Finlandia         | 8,30 (,291) | 1061   |       |
| 4.      | 2    | Kate O’Connor       | Irlandia          | 8,30 (,297) | 1061   | PB    |
| 5.      | 1    | Camryn Newton-Smith | Australia         | 8,30 (,300) | 1061   | PB    |
| 6.      | 2    | Jana Koščak         | Chorwacja         | 8,39        | 1041   |       |
| 7.      | 2    | Célia Perron        | Francja           | 8,48        | 1021   |       |
| 8.      | 1    | Paulina Ligarska    | Polska            | 8,51        | 1015   |       |
| 9.      | 1    | Vanessa Grimm       | Niemcy            | 8,54 (,537) | 1008   | PB    |
| 10.     | 1    | Julija Łoban        | Ukraina           | 8,37 (,540) | 1008   |       |
| 11.     | 1    | Szabina Szűcs       | Węgry             | 8,58        | 1000   |       |
| 12.     | 2    | Xénia Krizsán       | Węgry             | 8,61        | 993    |       |
| 13.     | 1    | Liu Jingyi          | Chiny             | 8,62        | 991    | PB    |
| 14.     | 1    | Bianca Salming      | Szwecja           | 8,78        | 956    |       |

### Skok wzwyż
Źródło: worldathletics.org.
| Pozycja | Zawodniczka         | Państwo           | 1,60 | 1,63 | 1,66 | 1,69 | 1,72 | 1,75 | 1,78 | 1,81 | 1,84 | Wynik | Punkty | Uwagi | Razem po 2/5 |
| ------- | ------------------- | ----------------- | ---- | ---- | ---- | ---- | ---- | ---- | ---- | ---- | ---- | ----- | ------ | ----- | ------------ |
| 1.      | Kate O’Connor       | Irlandia          | –    | –    | o    | o    | o    | o    | o    | o    | xxx  | 1,81  | 991    |       | 2052         |
| 2.      | Timara Chapman      | Stany Zjednoczone | –    | –    | –    | –    | o    | o    | o    | xo   | xxx  | 1,81  | 991    | =     | 2066         |
| 3.      | Saga Vanninen       | Finlandia         | –    | –    | –    | –    | xo   | xo   | xo   | xo   | xxx  | 1,81  | 991    | =     | 2052         |
| 4.      | Bianca Salming      | Szwecja           | –    | –    | o    | o    | o    | o    | o    | xxx  |      | 1,78  | 953    | SB    | 1909         |
| 5.      | Taliyah Brooks      | Stany Zjednoczone | –    | –    | –    | o    | o    | xo   | xo   | xxx  |      | 1,78  | 953    | SB    | 2062         |
| 6.      | Célia Perron        | Francja           | –    | –    | o    | o    | xxo  | xxo  | xo   | xxx  |      | 1,78  | 953    | =     | 1974         |
| 7.      | Camryn Newton-Smith | Australia         | –    | –    | –    | o    | o    | o    | xxo  | xxx  |      | 1,78  | 953    |       | 2014         |
| 9.      | Szabina Szűcs       | Węgry             | –    | –    | o    | o    | xxo  | o    | xxx  |      |      | 1,75  | 916    |       | 1916         |
| 8.      | Paulina Ligarska    | Polska            | –    | o    | o    | xo   | o    | xo   | xxx  |      |      | 1,75  | 916    |       | 1931         |
| 10.     | Vanessa Grimm       | Niemcy            | –    | o    | o    | o    | xo   | xxo  | xxx  |      |      | 1,75  | 916    | SB    | 1924         |
| 11.     | Jana Koščak         | Chorwacja         | –    | –    | o    | –    | o    | xxx  |      |      |      | 1,72  | 879    |       | 1920         |
| 12.     | Xénia Krizsán       | Węgry             | o    | o    | o    | o    | xxx  |      |      |      |      | 1,69  | 842    | SB    | 1835         |
| 12.     | Liu Jingyi          | Chiny             | o    | o    | o    | o    | xxx  |      |      |      |      | 1,69  | 842    |       | 1833         |
| 14.     | Julija Łoban        | Ukraina           | o    | o    | o    | xxx  |      |      |      |      |      | 1,66  | 806    |       | 1814         |

### Pchnięcie kulą
Źródło: worldathletics.org.
| Pozycja | Zawodniczka         | Reprezentacja     | Runda | Runda | Runda | Wynik | Punkty | Uwagi | Razem po 3/5 |
| Pozycja | Zawodniczka         | Reprezentacja     | 1     | 2     | 3     | Wynik | Punkty | Uwagi | Razem po 3/5 |
| ------- | ------------------- | ----------------- | ----- | ----- | ----- | ----- | ------ | ----- | ------------ |
| 1.      | Saga Vanninen       | Finlandia         | 15,20 | 14,59 | 15,81 | 15,81 | 915    | SB    | 2967         |
| 2.      | Bianca Salming      | Szwecja           | 14,08 | 14,69 | x     | 14,69 | 840    |       | 2749         |
| 3.      | Kate O’Connor       | Irlandia          | 13,57 | 14,64 | 13,95 | 14,64 | 837    | PB    | 2889         |
| 4.      | Vanessa Grimm       | Niemcy            | 14,63 | 14,51 | 14,62 | 14,63 | 836    |       | 2760         |
| 5.      | Taliyah Brooks      | Stany Zjednoczone | x     | 14,08 | 14,39 | 14,39 | 820    | PB    | 2882         |
| 6.      | Julija Łoban        | Ukraina           | 14,01 | x     | x     | 14,01 | 795    |       | 2609         |
| 7.      | Paulina Ligarska    | Polska            | 13,98 | x     | x     | 13,98 | 793    |       | 2724         |
| 8.      | Xénia Krizsán       | Węgry             | 12,46 | 13,12 | 13,29 | 13,29 | 747    |       | 2582         |
| 9.      | Timara Chapman      | Stany Zjednoczone | 12,72 | 13,23 | 12,81 | 13,23 | 743    |       | 2809         |
| 10.     | Camryn Newton-Smith | Australia         | 13,06 | 12,14 | x     | 13,06 | 731    | SB    | 2745         |
| 11.     | Szabina Szűcs       | Węgry             | 11,60 | 13,06 | 11,97 | 13,06 | 731    | SB    | 2647         |
| 12.     | Liu Jingyi          | Chiny             | 11,60 | 13,06 | 11,97 | 13,06 | 731    | SB    | 2647         |
| 13.     | Célia Perron        | Francja           | 12,06 | x     | x     | 12,06 | 665    |       | 2639         |
| 14.     | Jana Koščak         | Chorwacja         | 11,20 | 11,27 | 12,05 | 12,05 | 664    | SB    | 2584         |

### Skok w dal
Źródło: worldathletics.org.
| Pozycja | Zawodniczka         | Reprezentacja     | Runda | Runda | Runda | Wynik | Punkty | Uwagi | Razem po 4/5 |
| Pozycja | Zawodniczka         | Reprezentacja     | 1     | 2     | 3     | Wynik | Punkty | Uwagi | Razem po 4/5 |
| ------- | ------------------- | ----------------- | ----- | ----- | ----- | ----- | ------ | ----- | ------------ |
| 1.      | Saga Vanninen       | Finlandia         | 5,81  | 6,37  | 6,33  | 6,37  | 965    |       | 3932         |
| 2.      | Taliyah Brooks      | Stany Zjednoczone | 6,16  | 6,35  | x     | 6,35  | 959    |       | 3841         |
| 3.      | Kate O’Connor       | Irlandia          | 6,30  | 6,32  | x     | 6,32  | 949    | PB    | 3838         |
| 4.      | Jana Koščak         | Chorwacja         | x     | 6,26  | 5,99  | 6,26  | 930    |       | 3514         |
| 5.      | Szabina Szűcs       | Węgry             | x     | x     | 6,22  | 6,22  | 918    | SB    | 3565         |
| 6.      | Xénia Krizsán       | Węgry             | 6,17  | x     | x     | 6,17  | 902    | SB    | 3484         |
| 7.      | Vanessa Grimm       | Niemcy            | 4,42  | 5,74  | 6,09  | 6,09  | 877    | SB    | 3637         |
| 8.      | Célia Perron        | Francja           | x     | x     | 6,07  | 6,07  | 871    |       | 3510         |
| 9.      | Liu Jingyi          | Chiny             | 6,04  | 5,97  | 6,01  | 6,04  | 862    | PB    | 3421         |
| 10.     | Timara Chapman      | Stany Zjednoczone | 6,00  | 5,89  | 6,02  | 6,02  | 856    |       | 3665         |
| 11.     | Camryn Newton-Smith | Australia         | 5,73  | 5,91  | x     | 5,91  | 822    | SB    | 3567         |
| 12.     | Julija Łoban        | Ukraina           | 5,73  | x     | 5,73  | 5,73  | 768    |       | 3377         |
| 13.     | Bianca Salming      | Szwecja           | x     | x     | 5,47  | 5,47  | 691    |       | 3440         |
| 14 !    | Paulina Ligarska    | Polska            | x     | x     | x     | NM    | 0      |       | 2724         |

### Bieg na 800 metrów
Źródło: worldathletics.org.
| Pozycja | Zawodniczka      | Reprezentacja     | Czas    | Punkty | Uwagi | Razem po 5/5 |
| ------- | ---------------- | ----------------- | ------- | ------ | ----- | ------------ |
| 1.      | Xénia Krizsán    | Węgry             | 2:12,36 | 930    | SB    | 4414         |
| 2.      | Célia Perron     | Francja           | 2:12,84 | 923    |       | 4433         |
| 3.      | Kate O’Connor    | Irlandia          | 2:14,19 | 904    |       | 4742         |
| 4.      | Saga Vanninen    | Finlandia         | 2:15,28 | 889    |       | 4821         |
| 5.      | Bianca Salming   | Szwecja           | 2:15,86 | 881    |       | 4321         |
| 6.      | Szabina Szűcs    | Węgry             | 2:16,44 | 873    | SB    | 4438         |
| 7.      | Paulina Ligarska | Polska            | 2:17,21 | 862    |       | 3586         |
| 8.      | Jana Koščak      | Chorwacja         | 2:18,20 | 848    |       | 4362         |
| 9.      | Vanessa Grimm    | Niemcy            | 2:18,50 | 844    | SB    | 4481         |
| 10.     | Taliyah Brooks   | Stany Zjednoczone | 2:19,67 | 828    |       | 4669         |
| 11.     | Timara Chapman   | Stany Zjednoczone | 2:20,95 | 811    |       | 4476         |
| 12.     | Liu Jingyi       | Chiny             | 2:25,55 | 750    | PB    | 4171         |
| 13.     | Julija Łoban     | Ukraina           | 2:25,76 | 747    |       | 4124         |

### Klasyfikacja końcowa
Źródło: worldathletics.org.
| Pozycja | Zawodniczka         | Reprezentacja     | Punkty | Uwagi |
| ------- | ------------------- | ----------------- | ------ | ----- |
| 01 !    | Saga Vanninen       | Finlandia         | 4821   |       |
| 02 !    | Kate O’Connor       | Irlandia          | 4742   |       |
| 03 !    | Taliyah Brooks      | Stany Zjednoczone | 4669   | PB    |
| 4.      | Vanessa Grimm       | Niemcy            | 4481   | SB    |
| 5.      | Timara Chapman      | Stany Zjednoczone | 4476   |       |
| 6.      | Szabina Szűcs       | Węgry             | 4438   | SB    |
| 7.      | Célia Perron        | Francja           | 4433   |       |
| 8.      | Xénia Krizsán       | Węgry             | 4414   | SB    |
| 9.      | Jana Koščak         | Chorwacja         | 4362   |       |
| 10.     | Bianca Salming      | Szwecja           | 4321   |       |
| 11.     | Liu Jingyi          | Chiny             | 4171   | PB    |
| 12.     | Julija Łoban        | Ukraina           | 4124   |       |
| 13.     | Paulina Ligarska    | Polska            | 3586   |       |
| 14 !    | Camryn Newton-Smith | Australia         | DNF    |       |